# Юркін Тихон Олександрович
Тихон Олександрович Юркін (17 червня 1898, місто Москва, тепер Російська Федерація — 18 серпня 1986, Москва) — радянський діяч, народний комісар зернових і тваринницьких радгоспів СРСР, міністр радгоспів, хлібопродуктів і заготівель Російської РФСР. Кандидат у члени ЦК ВКП(б) (1930—1939), кандидат у члени ЦК КПРС (1956—1961). Член Центрального виконавчого комітету (ЦВК) СРСР (1931—1937). Кандидат у члени Президії ЦВК СРСР (1931—1935). Депутат Верховної Ради СРСР 1-го скликання (1937—1946).

## Біографія
Народився 17 (29) червня 1898 року в родині візника-водовоза. У 1909 році закінчив міське початкове трикласне училище в Москві, у 1911 році — чотири класи школи імені Бєлінського в Москві.
У січні 1912 — березні 1914 року — токар по металу на заводі Краснова в Москві. У березні 1914 — квітні 1915 року — токар по металу на заводі товариства механічних заводів братів Бромлей у Москві. У квітні — вересні 1915 року — токар по металу на механічному заводі «Добров і Набгольц» в Москві.
У вересні 1915 — лютому 1917 року — токар по металу на Петроградському заводі «Новий Лесснер» у місті Петрограді.
У лютому 1917 — січні 1918 року — рядовий 4-го артилерійського дивізіону російської армії в місті Луга Петроградської губернії.
У лютому 1918 — березні 1919 року — токар по металу Московського обозного заводу.
Член РКП(б) з січня 1919 року.
У березні — серпні 1919 року — секретар робітничого бюро продзагону військового продовольчого бюро в місті Валуйки Воронезької губернії. З серпня по жовтень 1919 року не працював, хворів тифом у Москві.
У листопаді 1919 — квітні 1920 року — голова робітничого бюро губернської робітничо-селянської продовольчої інспекції в місті Самарі.
У квітні — грудні 1920 року — керівник відділу підготовки і розподілу продовольчих працівників Народного комісаріату продовольства РРФСР. У грудні 1920 — серпні 1921 року — начальник організаційного управління Народного комісаріату землеробства РРФСР у Москві.
У серпні 1921 — серпні 1922 року — уповноважений Народного комісаріату землеробства РРФСР у ліквідаційному комітеті експедиції по закупівлі коней в Оренбурзі.
У серпні 1922 — червні 1924 року — керуючий радгоспу «Красный хутор» Армавірського відділу Кубано-Чорноморської області. У червні 1924 — травні 1928 року — головний керуючий радгоспу «Хуторок» Армавірського округу Південно-Східної області (Північно-Кавказького краю). У червні 1928 — січні 1930 року — директор зернорадгоспу «Гігант» Сальського округу Північно-Кавказького краю.
У січні 1930 — листопаді 1931 року — голова правління «Колгоспцентру» в Москві. Одночасно у січні 1930 — жовтні 1932 року — заступник народного комісара землеробства СРСР. У листопаді 1931 — жовтні 1932 року — голова об'єднання союзних державних трестів зернових радгоспів «Зернорадгоспоб'єднання».
1 жовтня 1932 — 4 квітня 1934 року — народний комісар зернових і тваринницьких радгоспів СРСР. 4 квітня 1934 — жовтень 1936 року — 1-й заступник народного комісар зернових і тваринницьких радгоспів СРСР.
У вересні 1936 — серпні 1937 року — народний комісар зернових і тваринницьких радгоспів Російської РФСР.
22 липня 1937 — 21 листопада 1938 року — народний комісар зернових і тваринницьких радгоспів СРСР. Знятий з посади «як такий, що не впорався з роботою». З листопада 1938 по лютий 1939 року перебував у резерві ЦК ВКП(б).
У лютому 1939 — лютому 1943 року — директор Лопандинського цукрового комбінату Комарицького району Орловської області; директор радгоспу імені 1 Травня села Щитниково Реутовського (Балашихинського) району Московської області.
У лютому 1943 — лютому 1949 року — начальник сільськогосподарського відділу, одночасно з серпня 1946 по березень 1949 року — член колегії Наркомату (Міністерства) харчової промисловості СРСР.
У 1948 році закінчив екстерном Куп'янский сільськогосподарський технікум Харківської області.
У березні 1949 — березні 1953 року — член колегії з питань сільського господарства, одночасно з листопада 1952 по березень 1953 року — начальник Управління сільського господарства Міністерства м'ясної і молочної промисловості СРСР.
У квітні — вересні 1953 року — начальник Головного управління радгоспів Московської і Ленінградської зон Міністерства сільського господарства і заготівель СРСР.
У вересні 1953 — лютому 1954 року — заступник міністра радгоспів Російської РФСР, член колегії Міністерства радгоспів Російської РФСР.
У лютому 1954 — липні 1957 року — міністр радгоспів Російської РФСР, голова колегії і технічної ради Міністерства радгоспів Російської РФСР. Одночасно з червня 1954 по серпень 1958 року — член Головного комітету ВСХВ.
У липні 1957 — вересні 1959 року — заступник міністра сільського господарства Російської РФСР. У вересні 1959 — вересні 1960 року — 1-й заступник міністра сільського господарства Російської РФСР.
5 вересня 1960 — 6 березня 1961 року — міністр хлібопродуктів Російської РФСР.
6 березня 1961 — квітень 1962 року — міністр заготівель Російської РФСР.
У квітні 1962 — 1967 року — радник при Раді Міністрів Російської РФСР. У 1967 — лютому 1984 року — радник при Раді Міністрів СРСР.
З лютого 1984 року — персональний пенсіонер союзного значення в Москві. Помер 18 серпня 1986 року, похований на Кунцевському цвинтарі Москві (поле № 10).

## Нагороди
- чотири ордени Леніна
- орден Жовтневої Революції
- орден Дружби народів
- медаль «За трудову доблесть»
- медалі